# Vassílios Kotroniás
Vassílios Kotroniás (grec moderne : Βασίλειος Κοτρωνιάς, né le 25 août 1964 à Athènes) est un grand maître grec du jeu d'échecs.
Kotronias a obtenu le titre de maître international en 1986 et celui de grand maître international en 1990.
Entre 1998 et 2004, il a représenté Chypre, mais représente à nouveau la Grèce depuis lors.

## Palmarès international
- 1988 : Athènes (Acropolis International)
- 1993 :
  - Komotini
  - Corfou
- 1994 : Gausdal
- 1995 :
  - Championnat de Grèce
  - Gausdal
- 1996 : Rishon LeZion
- 1998 : Pánormo[1]
- 2003 : Festival d'échecs de Gibraltar

## Palmarès par équipe
Par équipe, il a participé à de nombreuses Olympiades depuis 1984, dont 8 au premier échiquier, avec un score d'ensemble de +63 =62 -29. En 7 participations aux championnats d'Europe par équipe, de 1989 à 2007, toutes au 1er échiquier, il marque +19 =26 -13. À León, en 2001, il décroche une médaille d'argent individuelle avec un score de 5½/8.
Lors du championnat d'Europe par équipe 2013, il remporte la médaille d'or au cinquième échiquier.

## Parties remarquables
- Peter Heine Nielsen - Vasilios Kotronias, Hastings 2004, 0-1
- Vasilios Kotronias - Nikolaos Skalkotas, 34 ch de Grèce, 2005, 1-0
- Thomas E Rendle - Vasilios Kotronias, Gibraltar Masters 2005, 0-1

## Œuvres publiées
- (Avec Andreas Tzermiadianos) Beating the Petroff, Sterling Pub Co Inc, 2005.
- Beating the Flank Openings, Batsford Chess Library, 1998.
- Beating the Caro-Kann, Batsford Chess Library, 1994.